# 987 Wallia
987 Wallia là một tiểu hành tinh bay quanh Mặt Trời.